# Kuno Callsen
Kuno Friedrich Callsen, född 19 oktober 1911 i Wilster, död 17 maj 2001 i Neu-Isenburg, var en tysk SS-Sturmbannführer. Han var delaktig i massakern i Babij Jar år 1941.

## Biografi
Den 22 juni 1941 anföll Tyskland den tidigare bundsförvanten Sovjetunionen och inledde därmed Operation Barbarossa. Efter de framryckande tyska arméerna följde fyra Einsatzgruppen, mobila insatsgrupper med uppgift att döda judar, zigenare, partisaner och politiska kommissarier. Callsen ingick i Sonderkommando 4a som var en del av Einsatzgruppe C. Kallsen, som var Paul Blobels adjutant, var förbindelseofficer mellan denne och Walter von Reichenau, befälhavare för 6:e tyska armén. Kallsen deltog i massakern i Babij Jar den 29 och den 30 september 1941, då 33 771 ukrainska judar arkebuserades.
I september 1943 blev Kallsen Otto Ohlendorfs personlige rådgivare vid Reichssicherheitshauptamt (RSHA), Tredje rikets säkerhetsministerium. Efter andra världskrigets slut gick Kallsen under jorden och levde under falskt namn. År 1968 dömdes han av en domstol i Darmstadt till 15 års fängelse för sin inblandning i massakern i Babij Jar.
Kuno Callsen förekommer i Jonathan Littells roman De välvilliga.